# Caorso
Caorso is een gemeente in de Italiaanse provincie Piacenza (regio Emilia-Romagna) en telt 4594 inwoners (31-12-2004). De oppervlakte bedraagt 40,9 km², de bevolkingsdichtheid is 113 inwoners per km².
De volgende frazioni maken deel uit van de gemeente: Muradolo, Zerbio, Roncarolo, Fossadello.

## Demografie
Caorso telt ongeveer 1862 huishoudens. Het aantal inwoners steeg in de periode 1991-2001 met 1,3% volgens cijfers uit de tienjaarlijkse volkstellingen van ISTAT.
| Jaar | Inwoneraantal |
| ---- | ------------- |
| 1991 | 4454          |
| 2001 | 4511          |

## Geografie
De gemeente ligt op ongeveer 46 m boven zeeniveau.
Caorso grenst aan de volgende gemeenten: Caselle Landi (LO), Castelnuovo Bocca d'Adda (LO), Cortemaggiore, Monticelli d'Ongina, Piacenza, Pontenure, San Pietro in Cerro.

## Geboren in Caorso
- Attilio Pavesi (1910-2011), wielrenner

## Externe link

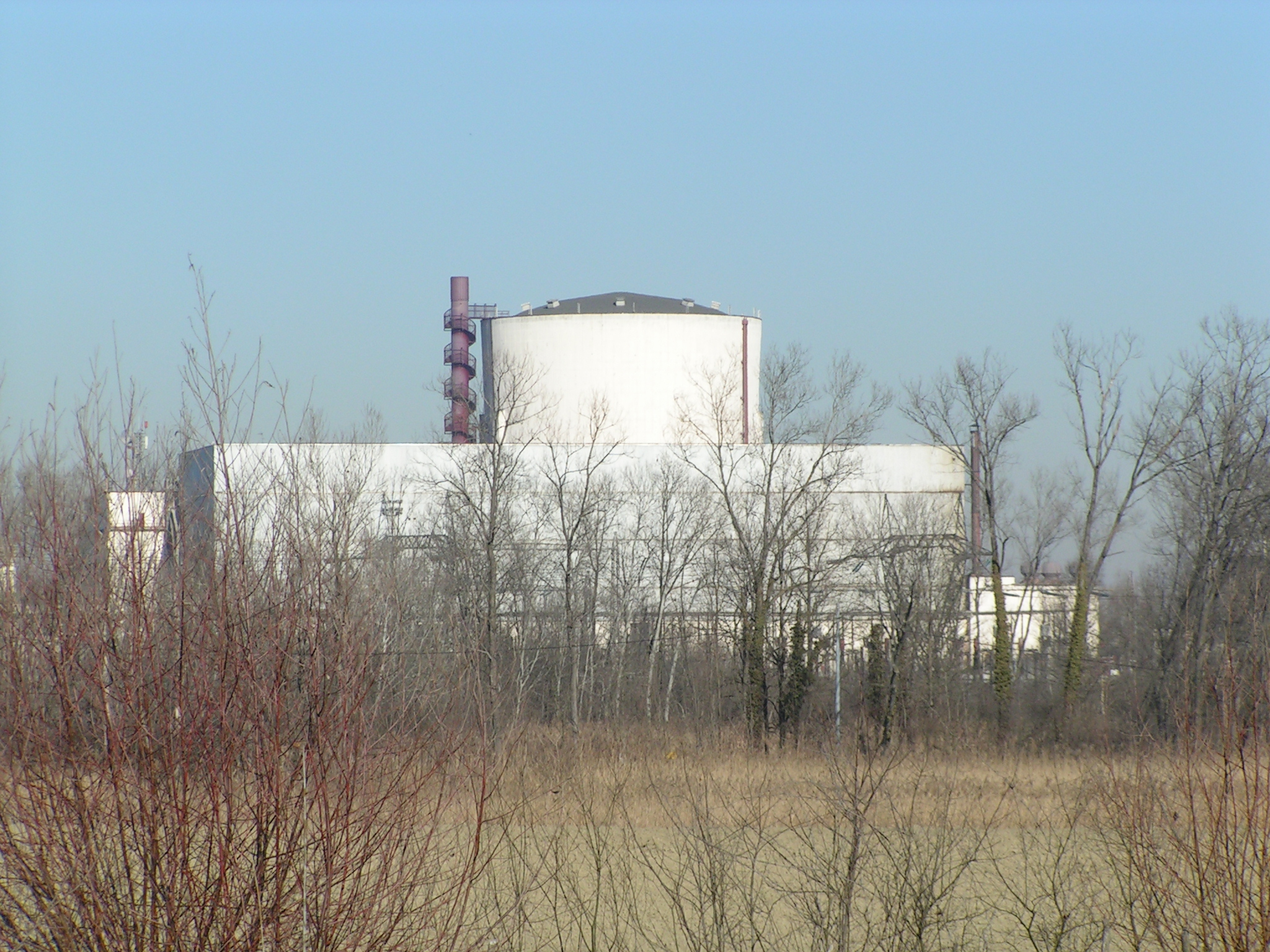
Kerncentrale van Caorso